# Grzegorz Harasiuk
Grzegorz Harasiuk (ur. 12 lutego 1968 w Paczkowie) – polski piłkarz, grający na pozycji bramkarza.

## Kariera
Seniorską karierę rozpoczynał w Stali Nysa. W 1988 roku przeszedł do KKS Kluczbork. Z tym klubem w sezonie 1988/1989 spadł z III ligi. W 1990 roku został zawodnikiem Zagłębia Sosnowiec, w barwach którego rozegrał 39 spotkań w I lidze. Klub ten w ciągu dwóch kolejnych sezonów spadł odpowiednio z pierwszej i drugiej ligi. W rundzie wiosennej sezonu 1993/1994 występował w LKS Stara Wieś, a w sezonie 1994/1995 był piłkarzem Górnika Wojkowice. W latach 1995–1997 reprezentował barwy Polonii Bytom, występując w siedmiu meczach ligowych. Od 1997 do 1999 roku był zawodnikiem trzecioligowego CKS Czeladź, dla którego rozegrał 65 meczów. W rundzie jesiennej sezonu 1999/2000 wystąpił w dziewięciu meczach Włókniarza Kietrz, a w styczniu 2000 roku ponownie został piłkarzem Polonii Bytom. W sezonie 2000/2001 spadł razem z Polonią z II ligi. W rundzie jesiennej sezonu 2001/2002 ponownie grał we Włókniarzu Kietrz, a w styczniu 2002 roku odszedł na wolny transfer. W latach 2002–2006 był zawodnikiem Źródła Kromołów. Karierę kończył w Beskidzie Andrychów.

## Statystyki ligowe
| Sezon         | Klub               | Liga           | Mecze | Gole |
| ------------- | ------------------ | -------------- | ----- | ---- |
| 1988/1989     | KKS Kluczbork      | III liga       | ?     | ?    |
| 1989/1990     | KKS Kluczbork      | IV liga        | ?     | ?    |
| 1990/1991     | Zagłębie Sosnowiec | I liga         | 9     | 0    |
| 1991/1992     | Zagłębie Sosnowiec | I liga         | 30    | 0    |
| 1992/1993     | Zagłębie Sosnowiec | II liga        | 19    | 0    |
| 1993/1994 (w) | LKS Stara Wieś     | klasa okręgowa | ?     | ?    |
| 1994/1995     | Górnik Wojkowice   | III liga       | ?     | ?    |
| 1995/1996     | Polonia Bytom      | II liga        | 7     | 0    |
| 1996/1997     | Polonia Bytom      | II liga        | 7     | 0    |
| 1997/1998     | CKS Czeladź        | III liga       | 33    | 0    |
| 1998/1999     | CKS Czeladź        | III liga       | 32    | 0    |
| 1999/2000 (j) | Włókniarz Kietrz   | II liga        | 9     | 0    |
| 1999/2000 (w) | Polonia Bytom      | II liga        | 19    | 0    |
| 2000/2001     | Polonia Bytom      | II liga        | 35    | 0    |
| 2001/2002 (j) | Włókniarz Kietrz   | II liga        | 5     | 0    |
| 2002/2003     | Źródło Kromołów    | klasa okręgowa | ?     | ?    |
| 2003/2004     | Źródło Kromołów    | IV liga        | ?     | ?    |
| 2004/2005     | Źródło Kromołów    | IV liga        | ?     | ?    |
| 2005/2006     | Źródło Kromołów    | IV liga        | ?     | ?    |
| 2006/2007     | Beskidy Andrychów  | IV liga        | ?     | ?    |
| 2007/2008     | Beskid Andrychów   | IV liga        | ?     | ?    |
| 2008/2009 (j) | Beskid Andrychów   | IV liga        | ?     | ?    |